# Godardia rubiginea
Godardia rubiginea är en fjärilsart som beskrevs av Le Cerf 1923. Godardia rubiginea ingår i släktet Godardia och familjen praktfjärilar. Inga underarter finns listade i Catalogue of Life.